# Vorteig
Ein Vorteig (schweizerdeutsch: Hebel oder Hebl, österreichisch: gelegentlich auch Dampfl) ist ein Weizenteig aus Getreidebestandteilen, Schüttflüssigkeit und Hefen, gelegentlich auch aus anderen Rezepturbestandteilen. Der Vorteig wird täglich neu angesetzt und – im Unterschied zum Sauerteig – nicht fortlaufend geführt. Vorteige sind Bestandteil der indirekten Teigführung. Der Vorteig kann als Ansatz für einen Weizensauerteig verwendet werden.

## Funktionsweise
Das in Österreichischen Kochbüchern oft beschriebene „Dampfl“, ein Gemenge von Germ (Hefe) in warmer Flüssigkeit ohne Mehlzusatz diente vorrangig als Gärprobe, mit der geprüft werden soll, ob die Hefe noch treibfähig ist und dann auch zum Aktivieren und Vermehren der Hefe (weil Germ in früheren Zeiten noch nicht standardisiert und mit Ablaufdatum gekennzeichnet erhältlich war).
Der Vorteig soll vor allem die Hefevermehrung und -gärung fördern. Gleichzeitig wird die Entwicklung der Milchsäure gefördert, die in bestimmten Grenzen Aroma und Frischhaltung fördert, aber in hohen Konzentrationen die Backfähigkeit mindert. Eine Säurebildung ist daher nicht das Ziel der Führung. Vorteige bewirken besseres Aroma, bessere Frischhaltung und Haltbarkeit, bessere Quellung der Mehlbestandteile und damit bessere Maschinengängigkeit. Bei Führungen über 15 Stunden erfolgt die Stehzeit im Kühlraum, um die Säuerung des Teiges zu mindern. Nach vier Stunden nimmt die Säurebildung stark zu, daher sind diese Teige technisch zu den Sauerteigen zu zählen.
Vorteige werden in Ländern mit langer Brottradition verwendet und kommen nur bei Hefeteigen zur Anwendung. Bis 1950 war diese Technik in Deutschland weit verbreitet, wobei das Ziel in der Einsparung von Hefe lag, die zur damaligen Zeit recht teuer war. Die Kunst dieses Verfahrens lag darin, zur vorbestimmten Zeit den Teig einsetzen zu können. Man unterschied zwischen kurzer, mittellanger und langer Führung, wobei unterschiedliche Hefemengen zum Einsatz kamen.
Abwandlungen des Vorteiges sind so genannte Null-Teige oder Kleberquellstücke. Eine Hefevermehrung oder Aromabildung wird bei diesen Vorteigen nicht angestrebt. In erster Linie wird eine Kleberentspannung und damit eine bessere Maschinengängigkeit der Teige erstrebt. Sie sind aber keine echten Vorteige, sondern Vorstufen.

## Anwendung
Von einem Vorteig wird immer dann gesprochen, wenn nicht alle Zutaten direkt zu einem Teig verarbeitet werden. Einen typischen Vorteig findet man beim Stollen. Schwere Teige mit viel Fett oder Zucker erschweren die Entwicklung der gewünschten Mikroorganismen. Daher wird mit dem Vorteig deren Vermehrung gefördert, damit sie sich später unter schweren Bedingungen besser entwickeln können.
Weitere Beispiele sind:
- die Baguette-Vorteigführung, die in Frankreich über Nacht durchgeführt wird und daher ein sehr intensives Aroma liefert
- die Herstellung von „Rosettas“, eine Brötchenspezialität aus Italien und der italienischsprachigen Schweiz. Typisch sind: Größeres Volumen, Hohlraum im Inneren, höherer Krustenanteil, große Krumenelastizität und kräftiger Geschmack.[4]
- schwäbische „Knauzenwecken“. Sie werden aus Dinkelmehl hergestellt und zeichnen sich durch grobe Porung bei sehr guter Krumenelastizität und starker Krustenbildung mit kräftigem Geschmack aus

## Vorteigtypen
Weizenvorteigführungen werden nach ihrer Reifezeit unterschieden. Es wird zwischen kurzer, mittlerer und langer Reifezeit unterschieden.

### Kurze Reifezeit
- Reifezeit: 0,5 bis 1 h
- Temperatur: 25–28 °C
- Mehlanteil: 50 %
- Teigausbeute: 150–170
- Hefeanteil: 6–10 %
- Auswirkung: Beschleunigung der Teigreife

### Mittlere Reifezeit
- Reifezeit: 2–4 h
- Temperatur: 25–28 °C
- Mehlanteil: 20–40 %
- Teigausbeute: 160–200
- Hefeanteil: 1–2 %
- Auswirkung: Hefevermehrung, dehnbare bindige Krume

### Lange Reifezeit
- Reifezeit: 12–20 h (ab 15 h im Kühlraum)
- Temperatur: 22–25 °C
- Mehlanteil: 10–20 %
- Teigausbeute: 150–160
- Hefeanteil: 0,1–0,2 %
- Auswirkung: bindige Krume, aromatischer Geschmack